# Liu Yang
Liu Yang, född 6 oktober 1978 i Zhengzhou i provinsen Henan, är en kinesisk pilot och taikonaut inom Shenzhouprogrammet. År 2012 deltog hon i rymduppdraget Shenzhou 9 och blev Kinas första kvinnliga rymdfarare. Den 5 juni 2022 påbörjade hon sin andra rymdfärd.

## Biografi
Liu föddes i en arbetarfamilj med ursprung från Linzhou. Hon tog examen vid det kinesiska flygvapnets militäruniversitet i Changchun.
Liu gick med i Folkets befrielsearmés flygvapen år 1997 och kvalificerade sig som pilot innan hon blev biträdande chef för en flygenhet, med en PLAAF-befattning som major. Hon är en veteranpilot med 1 680 timmars flygerfarenhet. Efter två års astronautträning blev Liu och Wang Yaping utvalda som kandidater till taikonautkåren.
Liu blev utvald till besättningen på rymdfarkosten Shenzhou 9, som var det första bemannade uppdraget till den kinesiska rymdstationen Tiangong 1, tillsammans med Jing Haipeng, den första återvändande rymdresenären, och Liu Wang. Liu blev den första kvinnliga kinesiska taikonauten i rymden. Uppdraget påbörjades den 16 juni 2012, på dagen 49 år efter att den första kvinnliga rymdfararen, kosmonauten Valentina Teresjkova, sköts upp i rymden. Under detta bemannande rymduppdrag genomförde Liu experiment inom rymdmedicin.
§

## Privatliv
Liu är medlem av Kinas kommunistiska parti. Hon är gift och har inga syskon. I februari 2015 bekräftades det att hon hade fött, men ingen ytterligare information gavs om hennes barn. Nyhetsbyrån Xinhua rapporterade en före detta rymdflygtjänsteman som hävdade att äktenskap var ett krav för alla kvinnliga kinesiska astronauter på grund av oro för att rymdflygning potentiellt skulle kunna skada kvinnors fertilitet och att "gifta kvinnor skulle vara mer fysiskt och psykiskt mogna." Detta krav har emellertid officiellt förnekats av chefen för "China Astronaut Center" och säger att detta är en preferens men inte en strikt begränsning.
Liu har beskrivits som en vältalig talare och en ivrig bokläsare. Hon tycker också mycket om matlagning.